# خوارزمية حتمية
في علم الحاسوب ، الخوارزمية الحتمية  (بالإنجليزية: Deterministic algorithm)‏ هي خوارزمية لها سلوك متوقع من حيث المعنى. عند إعطاء مدخلات معينة، فإنه سوف تنتج دائما نفس المخرجات.
الخوارزميات القطعية هي إلى حد بعيد النوع الأكثر بساطة وسهولة بالنسبة للعديد من الخوارزميات، فضلا عن أنها واحدة من أكثر الخوارزميات العملية، حيث يمكن تشغيلها على الأجهزة الحقيقية بكفاءة.
من حيث التعريف فالخوارزمية القطعية هي دالة رياضية. كمعطى لها قيمة فريدة مدخلا، والخوارزمية هي العملية التي تنتج هذه القيمة خاصة مخرجا.